# Pas del Nord-est

Ruta marítima del Nord (blau) i ruta alternativa a través del Canal de Suez (vermell).

La Ruta del Mar del Nord (en rus: Северный морской путь, Severniy morskoy put), també coneguda com a Pas del Nord-est, és una ruta de navegació que uneix l'oceà Atlàntic amb l'oceà Pacífic tot seguint la costa septentrional de Rússia. La major part de la ruta es troba en aigües de l'Àrtic i algunes parts només estan lliures de gel durant dos mesos l'any. Coneguda fins a principis del segle xx com a Pas del Nord-est, en l'actualitat és molt usat el nom de la ruta en anglès, especialment per les seves sigles en anglès, NEP («Northest Passage»).